# Andrea Sala
Andrea Sala (ur. 27 grudnia 1978 w Gallarate) – włoski siatkarz, grający na pozycji środkowego, reprezentant kraju.
Jego syn Lorenzo, również jest siatkarzem.

## Kluby
- 1997–2000  Romagnano Sesia
- 2000–2001  Mec&Gregory's Molveno
- 2001–2003  Itas Diatec Trentino
- 2003–2004  Bre Banca Lannutti Cuneo
- 2004–2005  Tonno Callipo Vibo Valentia
- 2005–2009  Acqua Paradiso Montichiari
- 2009–2011  Itas Diatec Trentino
- 2011–2015  Casa Modena
- 2015–2016  Vero Volley Monza
- 2016–2019  Villa d'Oro Pallavolo Modena

## Sukcesy klubowe
Klubowe Mistrzostwa Świata:
- 2009, 2010

Puchar Włoch:
- 2010, 2015[2]

Liga Mistrzów:
- 2010, 2011

Mistrzostwo Włoch:
- 2011
- 2010[3], 2015